# Michał Hodun
Michał Hodun (ur. 17 lutego 1983 w Janowie Podlaskim) – polski lekkoatleta - dyskobol.
Zawodnik klubu AZS AWF Biała Podlaska. Dwukrotny mistrz Europy juniorów z Grosseto (2001) (pchnięcie kulą i rzut dyskiem). Brązowy medalista mistrzostw świata juniorów z Kingston (2002) w rzucie dyskiem (w pchnięciu kulą (6 kg) był 4. - 20.42). 2. zawodnik Zimowego Pucharu Europy w Rzutach (Jałta 2007). 
Rekordy życiowe: kula - 19.00 (2002), dysk - 61.02 (2006).